# Cathédrale Saint-Victor de Xanten

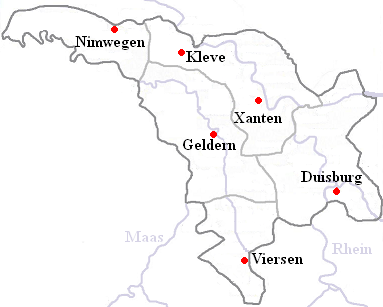
Expansion de l'archidiaconat de Xanten au XIe siècle.

La cathédrale Saint-Victor (en allemand : Sankt Viktor Dom), appelé communément cathédrale de Xanten en raison de son importance et de sa taille (en allemand : Xantener Dom), est une cathédrale catholique située à Xanten, dans le Land de Rhénanie-du-Nord-Westphalie en Allemagne. Elle est considérée comme la  cathédrale la plus grande qui soit entre Cologne et la mer. Le pape Pie XI lui accorda le rang de basilique mineure en 1937.
La cathédrale tire son nom de saint Victor de Xanten, soldat de la légion thébaine qui est supposé avoir été exécuté au cours du IVe siècle dans l'amphithéâtre de Xanten pour son refus de sacrifier aux dieux romains. La place exacte du camp romain et de l'amphithéâtre se situe aujourd'hui à proximité de la ville de Birten. Selon la légende, sainte Hélène récupéra les cendres de Victor et de sa légion et érigea une chapelle en leur honneur. Pendant les travaux de fouilles réalisés récemment, une exèdre datant du IVe siècle fut découverte ; toutefois, on détermina qu'elle n'avait pas été érigée pour Victor mais pour deux autres hommes dont les corps ont été ensuite placés dans la crypte.
La première pierre de la cathédrale a été posée en 1263 par Friedrich et Konrad von Hochstaden. La construction dura 281 ans et la cathédrale finie avec l'achèvement de la chapelle dédiée au Saint-Esprit (En allemand: Heiliger-Geist-Kapelle) en 1544. La cathédrale contient une nef constituée de cinq bas-côtés d'architecture gothique. Par contraste avec beaucoup d'autres cathédrales de la même époque, la cathédrale Saint-Victor n'a pas de déambulatoire. À la place, se tiennent une paire de chapelles jumelles qui sont reliées au chœur de façon similaire à ce que l'on peut voir à l'église Notre-Dame de Trèves (en allemand : Liebfrauenkirche).
La bibliothèque monastériale de la cathédrale accueille une des bibliothèques religieuses les plus importantes du Rhin inférieur.

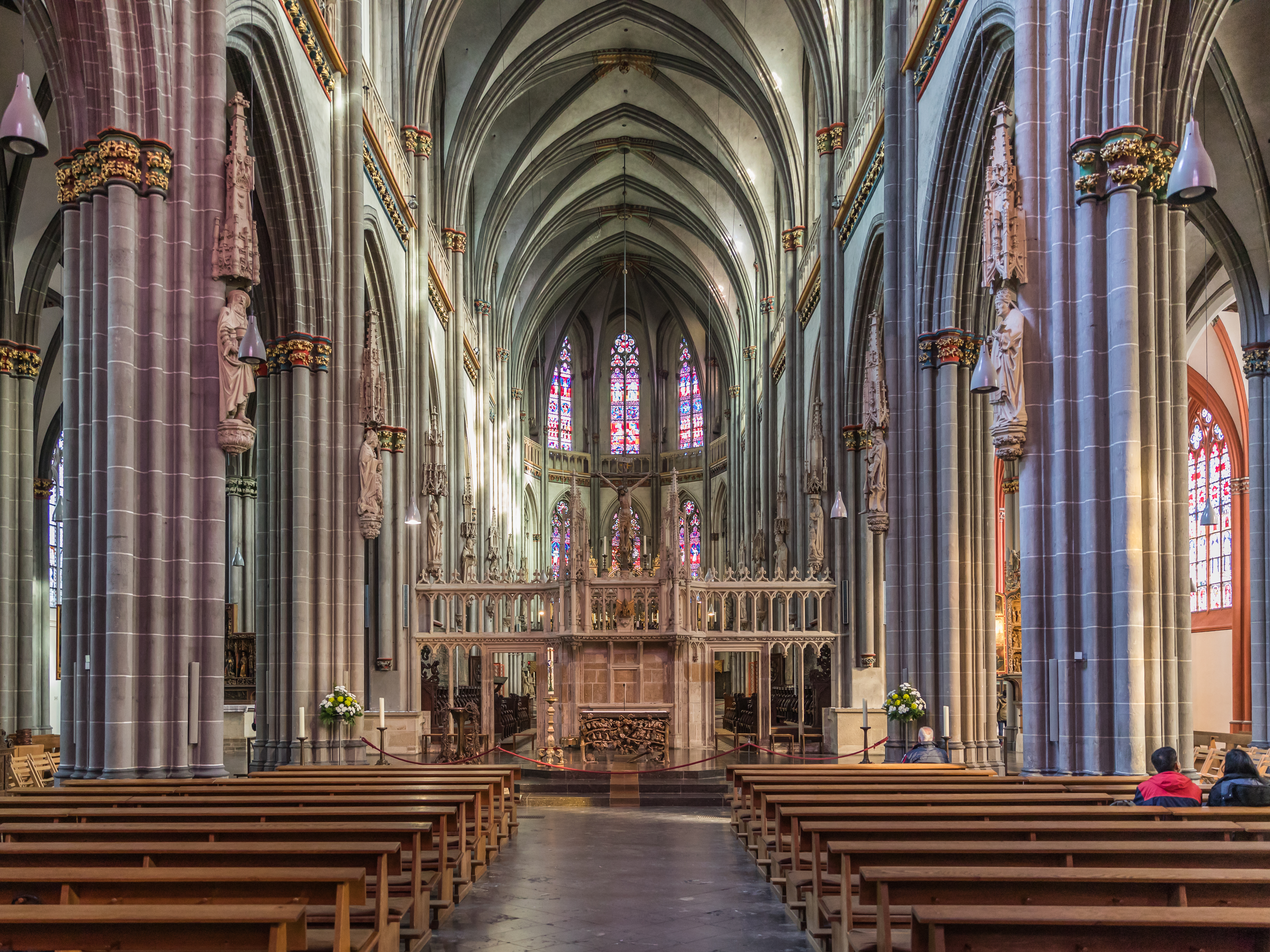
Intérieur de la cathédrale

## Histoire

### Aux origines du monastère
Il existait déjà au VIe siècle un ensemble de batiments qui recouvrait des tombes plus anciennes. L'évêque Everigisil de Cologne érigea un oratoire en pierre, qui peut être considéré comme le premier édifice chrétien sur le site. La première église, qui date de la période carolingienne et composée d'un choeur rectangulaire date de 752. À cette époque, un monastère de chanoines fut construit autour de l'église, qui serait établie sur les tombes de saint Victor et de ses compagnons. Ce n'est qu'après la fondation de la première église que la ville de Xanten se développe, duquel provient le nom actuel de l'église rajouté à Saint-Victor. Le monastère, devenu une véritable ville dans la ville, n'était relié à celle-ci que part de simple portes, située au Nord et au Sud du complexe monastique (aujourd'hui seule la porte Sud existe encore).
L'église est reconstruite au début du IXe siècle, mais à la suite de sa destruction par les normands en 863 soit quelques décennies plus tard, commence l'édification d'un nouvel édifice à trois nefs. En 969, un nouveau bâtiment ottonien est consacré par l'évêque de Cologne Folkmar. Il est régulièrement restauré entre les XIe et XIIe siècles à la suite de multiples incendies.

### La collégiale Saint-Victor
À partir de 1128, une nouvelle construction débute à l'Est du complexe monastique (consacrée en 1165 par Rainald Von Dassel. La façade Ouest est élevée au début des années 1180 et terminée en 1213. La grande fenêtre et les remplages sont ajoutés bien plus tard. Jusqu’à ce stade, aucune façade à deux tours n'était prévue, du moins pas dans la forme qu'on lui connait aujourd'hui, qui est une concession à la façade rhénane à deux tours du XIIIe siècle.
Le 22 aout 1263, l'archevêque Conrad von Hochstaden et son frère Friedrich, qui était à l'époque le prévôt de l'archidiaconat de Xanten, inaugurèrent le nouveau bâtiment. Cette église reprend en majeure partie les traits du gothique introduit en Allemagne au début du XIIIe siècle, et plus précisément à partir de 1248 avec la cathédrale de Cologne. L'église subira différent ajouts gothiques au fil du temps, avec parfois de longues interruptions. Seules la façade Ouest et la crypte, de construction romane, resteront inchangées. Jusqu'en 1537, il n'existait pas la partie orientale du jubé, et en 1519, le chœur occidental est raccroché à la cathédrale. En 1544, la chapelle du Saint-Esprit fut finalement consacrée et la cathédrale achevée.
Elle était désormais le centre d'un archidiaconat qui englobait tout le Bas-Rhin et qui pouvait conserver une certaine indépendance vis-à-vis de l'archevêché de Cologne. Ainsi, les biens du monastère ont été administrés par le monastère lui-même et l'élection de la prévôté de Xanten s'est déroulée en grande partie sans l'influence du diocèse. Le monastère est également resté largement indépendant du Xanten séculier. Pendant des siècles, le monastère, situé dans un anneau autour de la cathédrale, a bénéficié d'une immunité, et la juridiction était entre les mains du prévôt en tant que chef du monastère. La cathédrale n'ayant pas de transept, une extension longitudinale ininterrompue de la nef fut créée, qui reprend harmonieusement l'effet de largeur et transmet une impression d'ensemble majestueuse, pour contrer la faible hauteur des voutes et le manque de lumière. La cathédrale de Xanten inaugure la dominance des églises-halles, qui vont s'imposer dans le gothique tardif allemand.

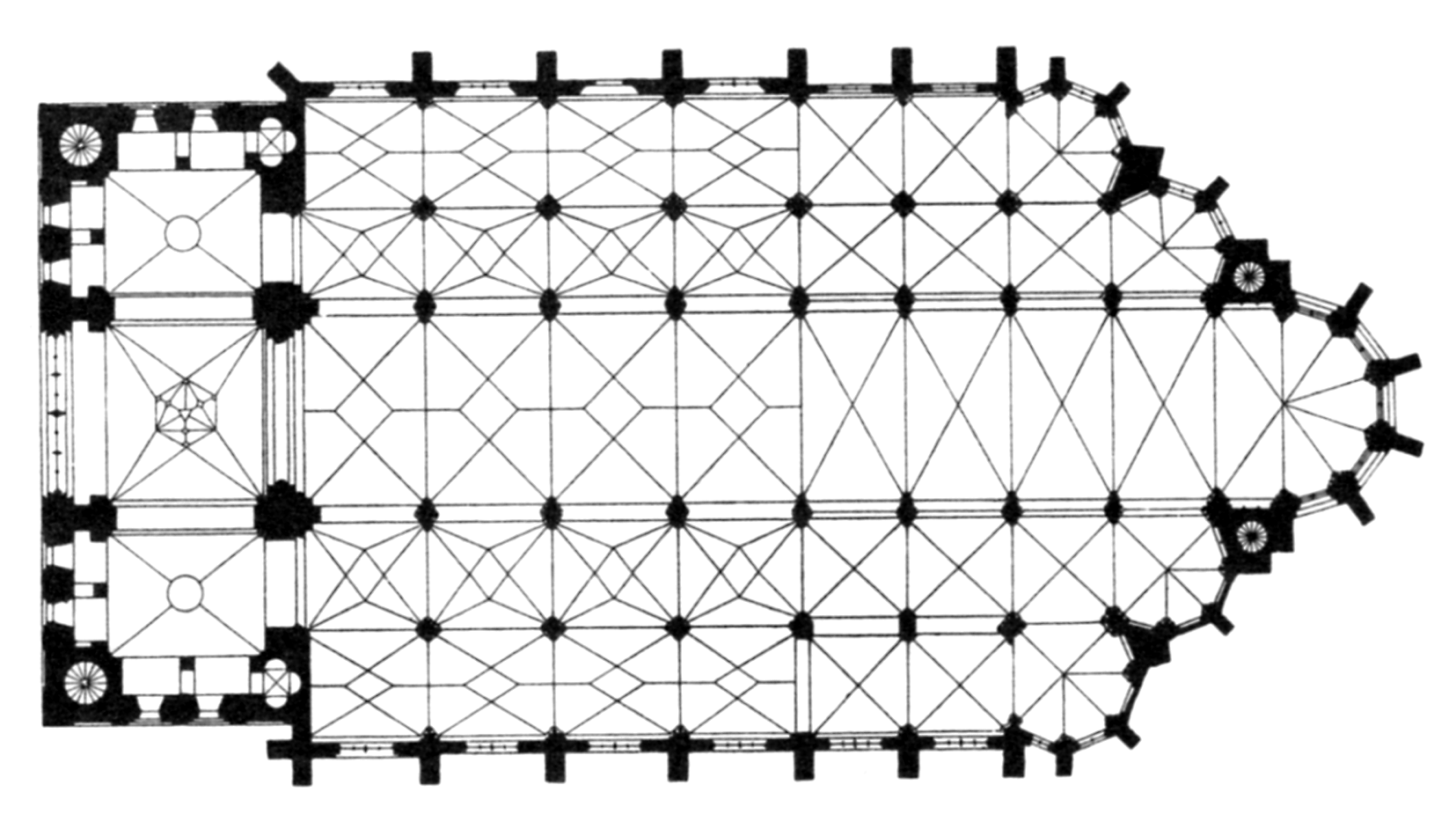
Plan au sol de la cathédrale, on remarque l'absence du transept
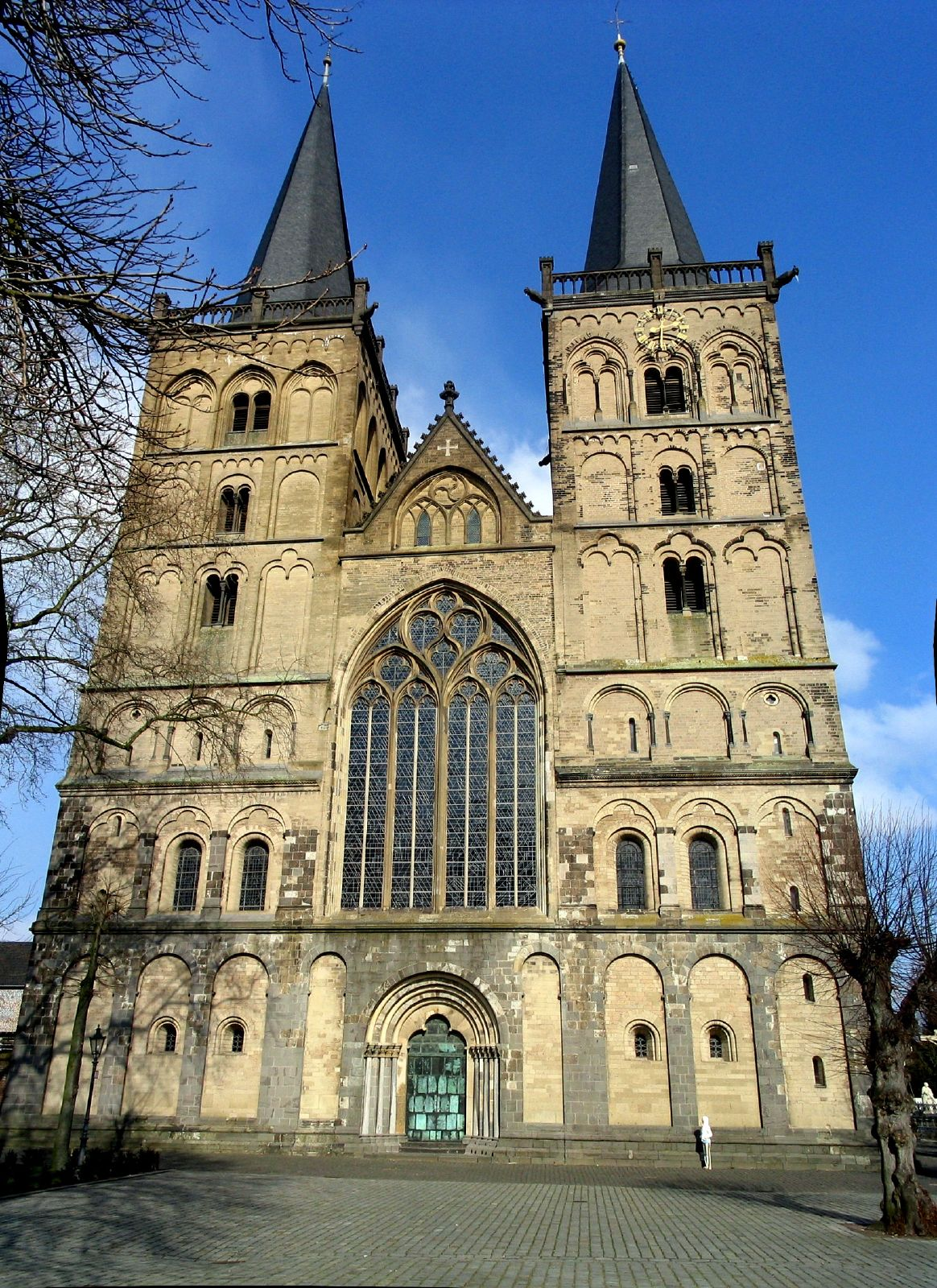
La façade Ouest, largement romane avec ses ajouts gothiques
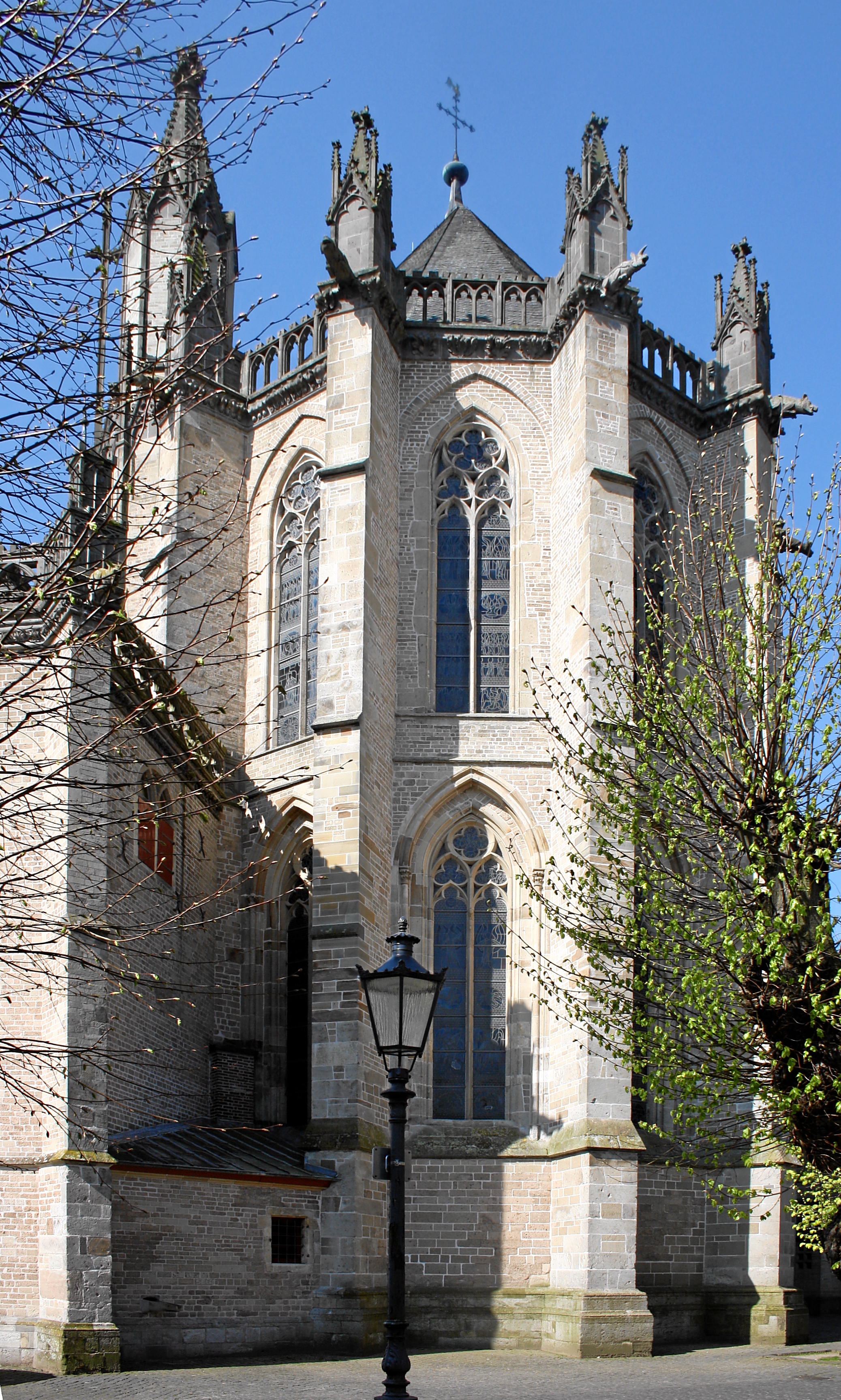
Vue du chœur
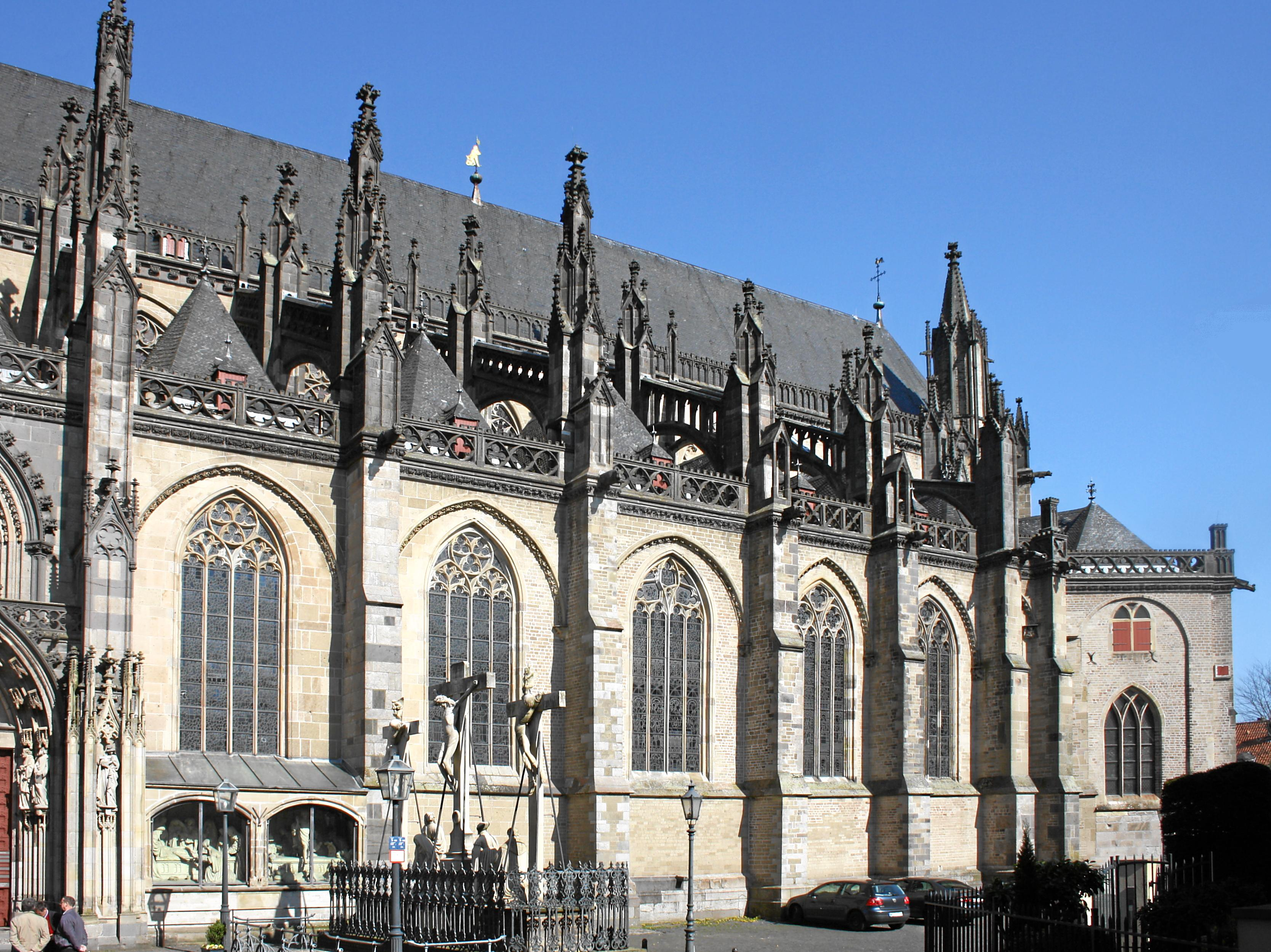
Vue sur les contreforts de la nef
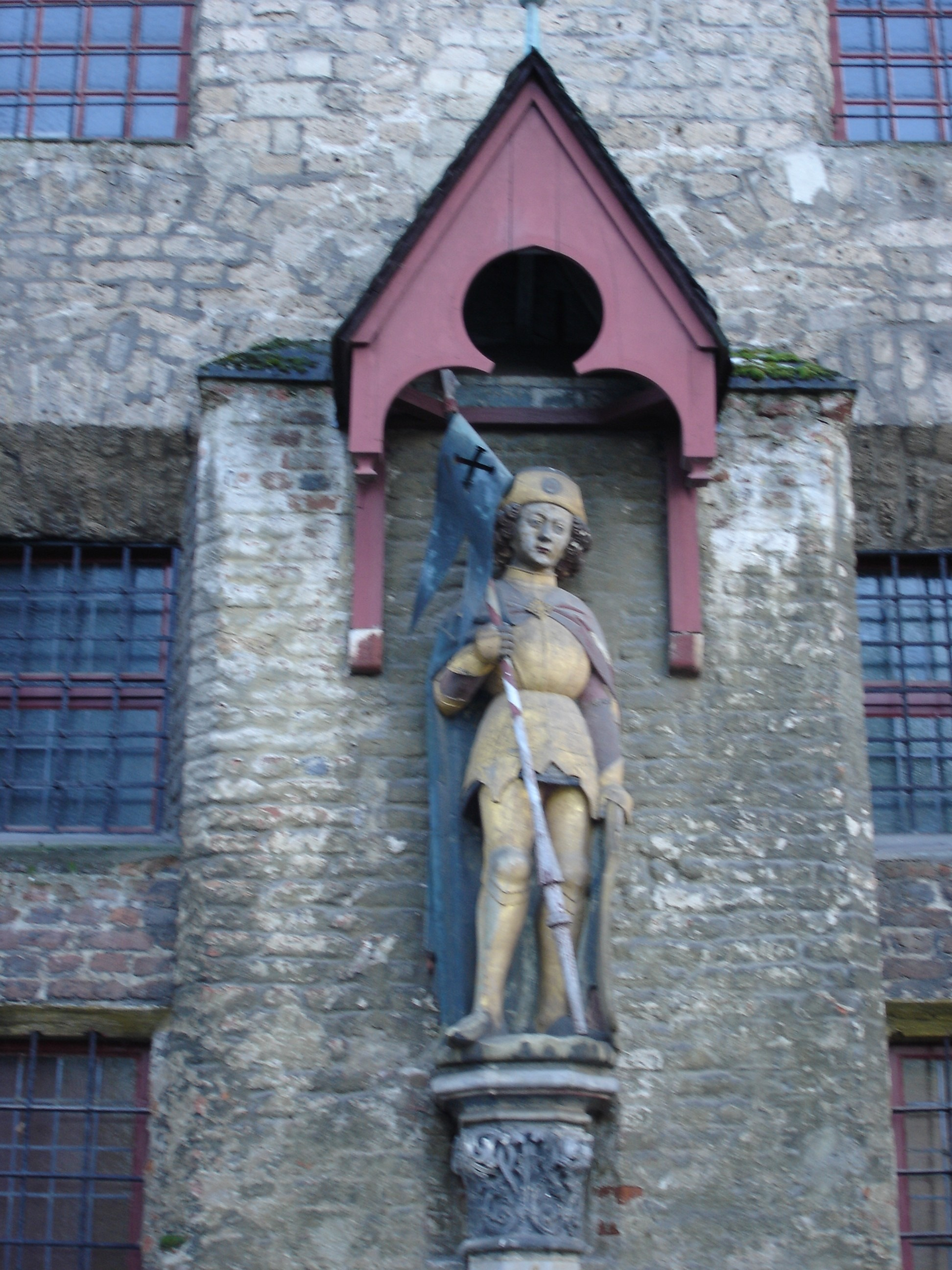
Statue de saint Victor, située à l'arrière de la cathédrale
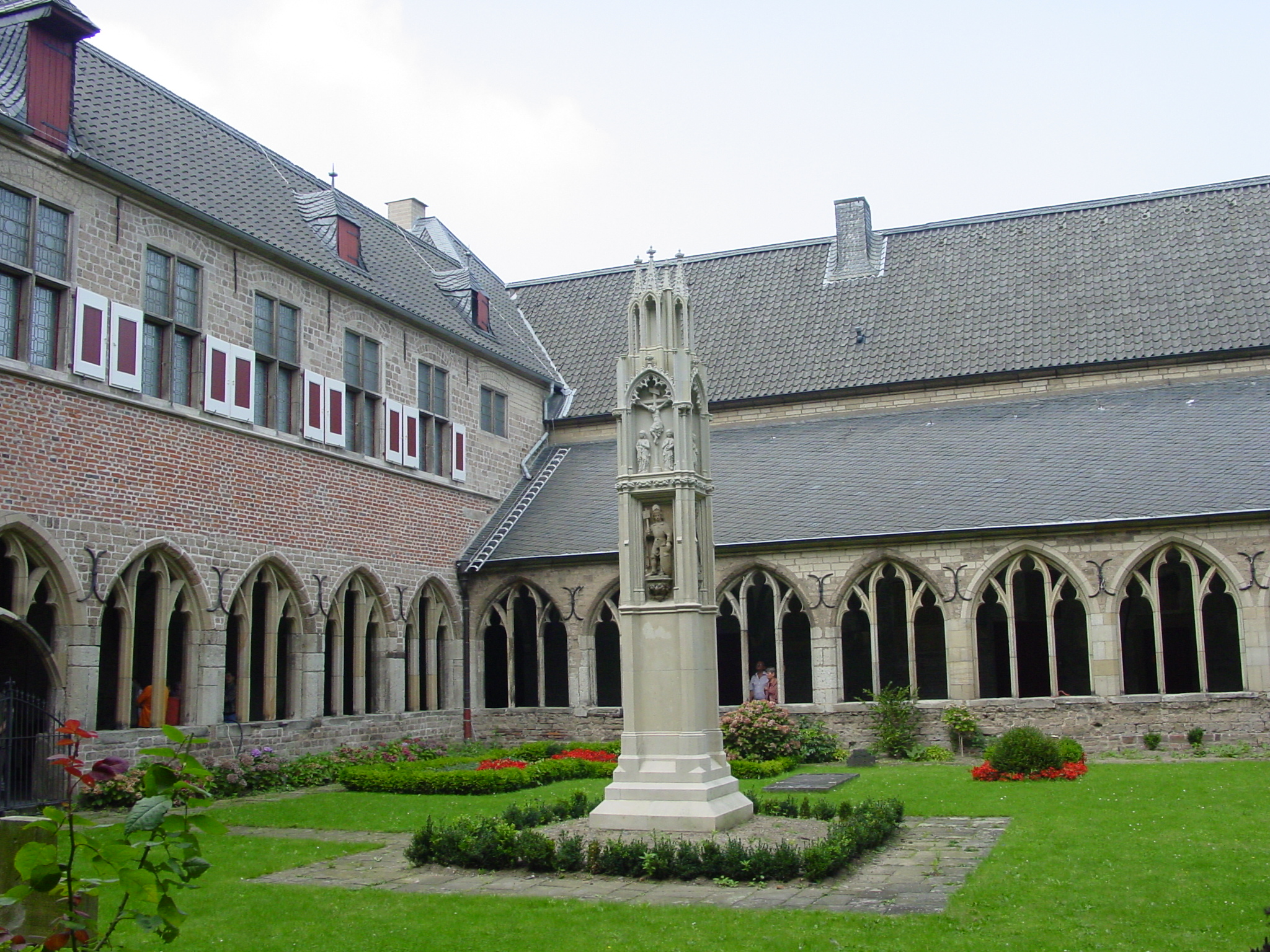
Le cloître du monastère
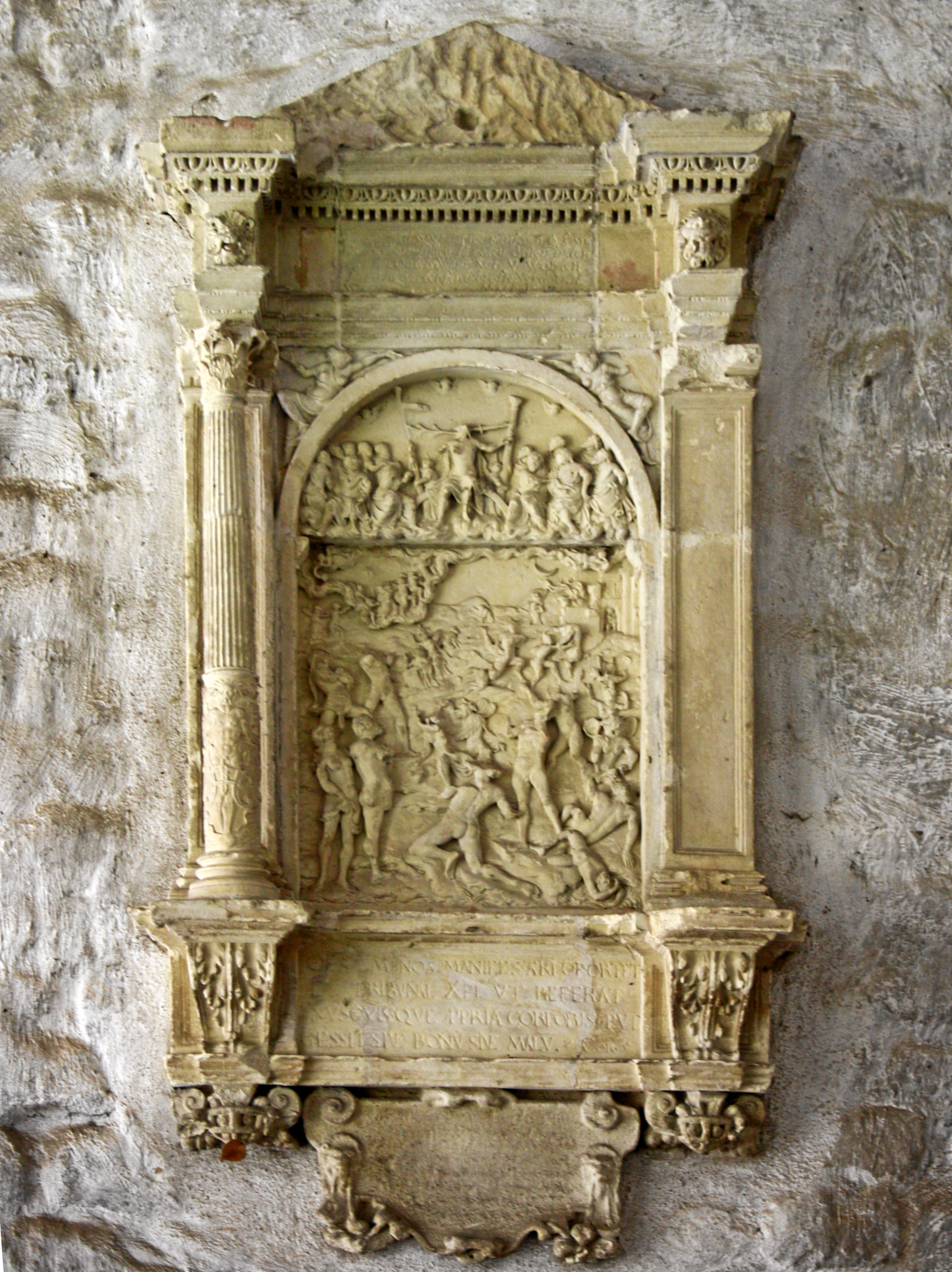
Un des épitaphes du cloître
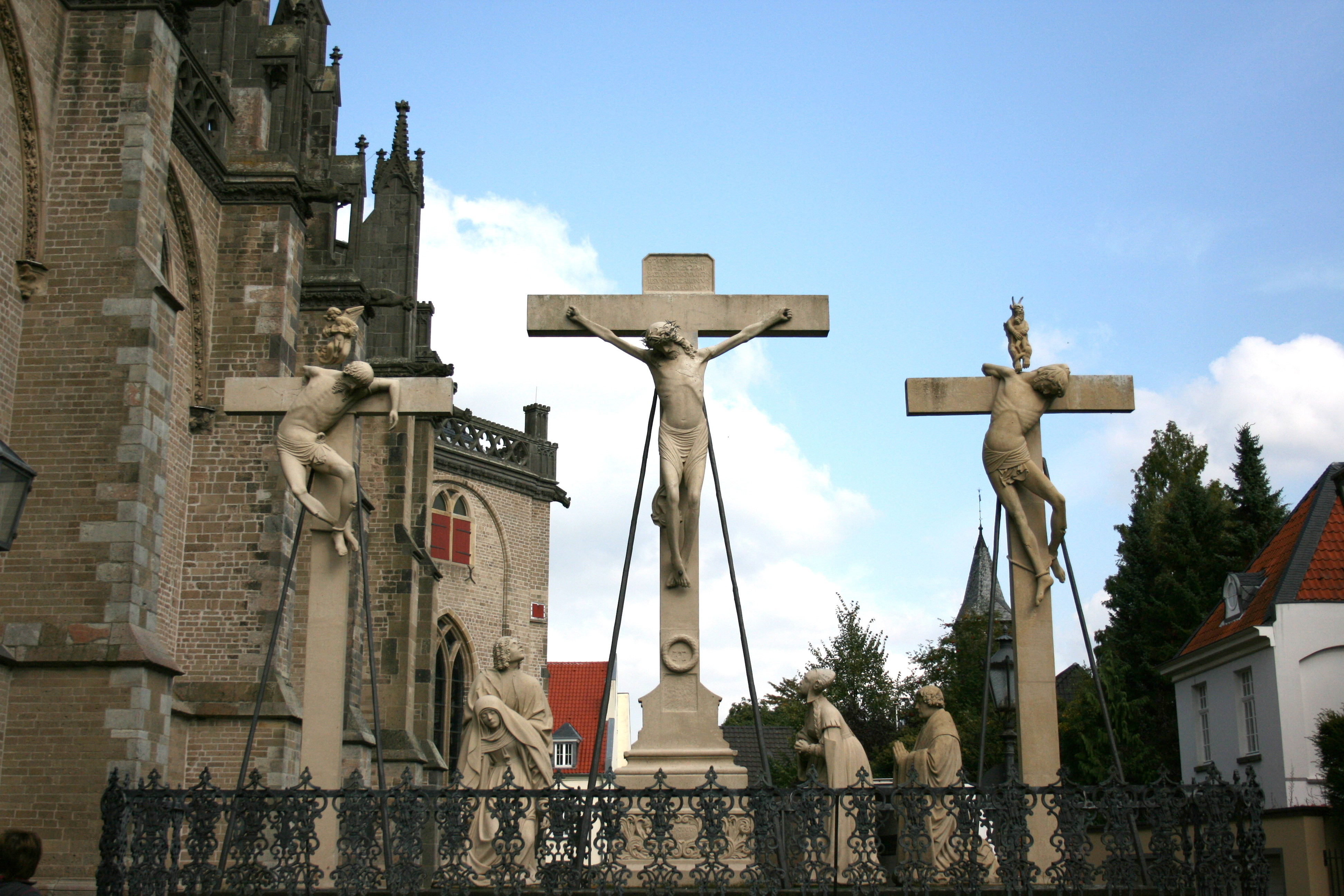
Calvaire situé au Sud
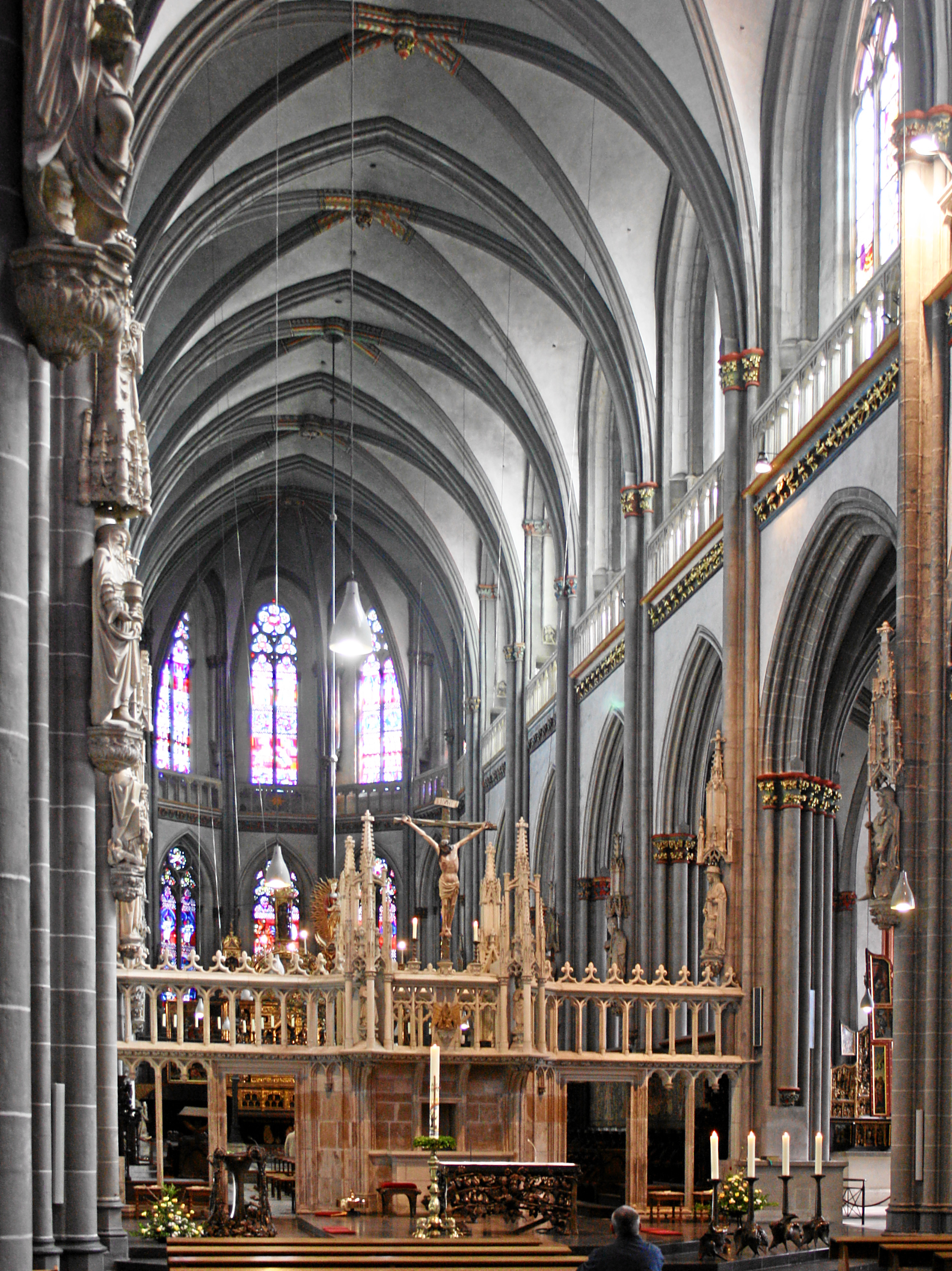
Vue de la nef à l'Ouest
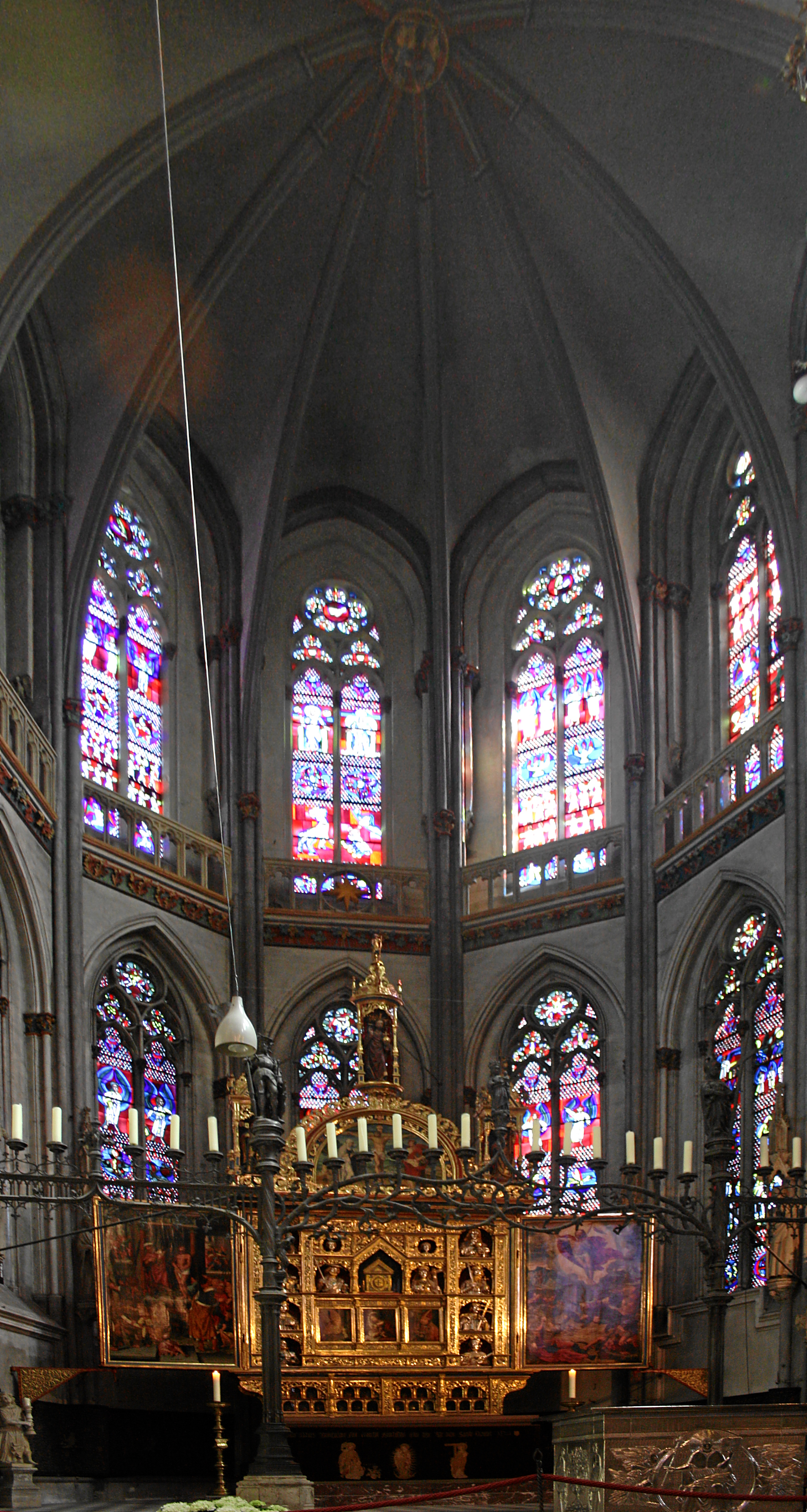
Vue du chœur
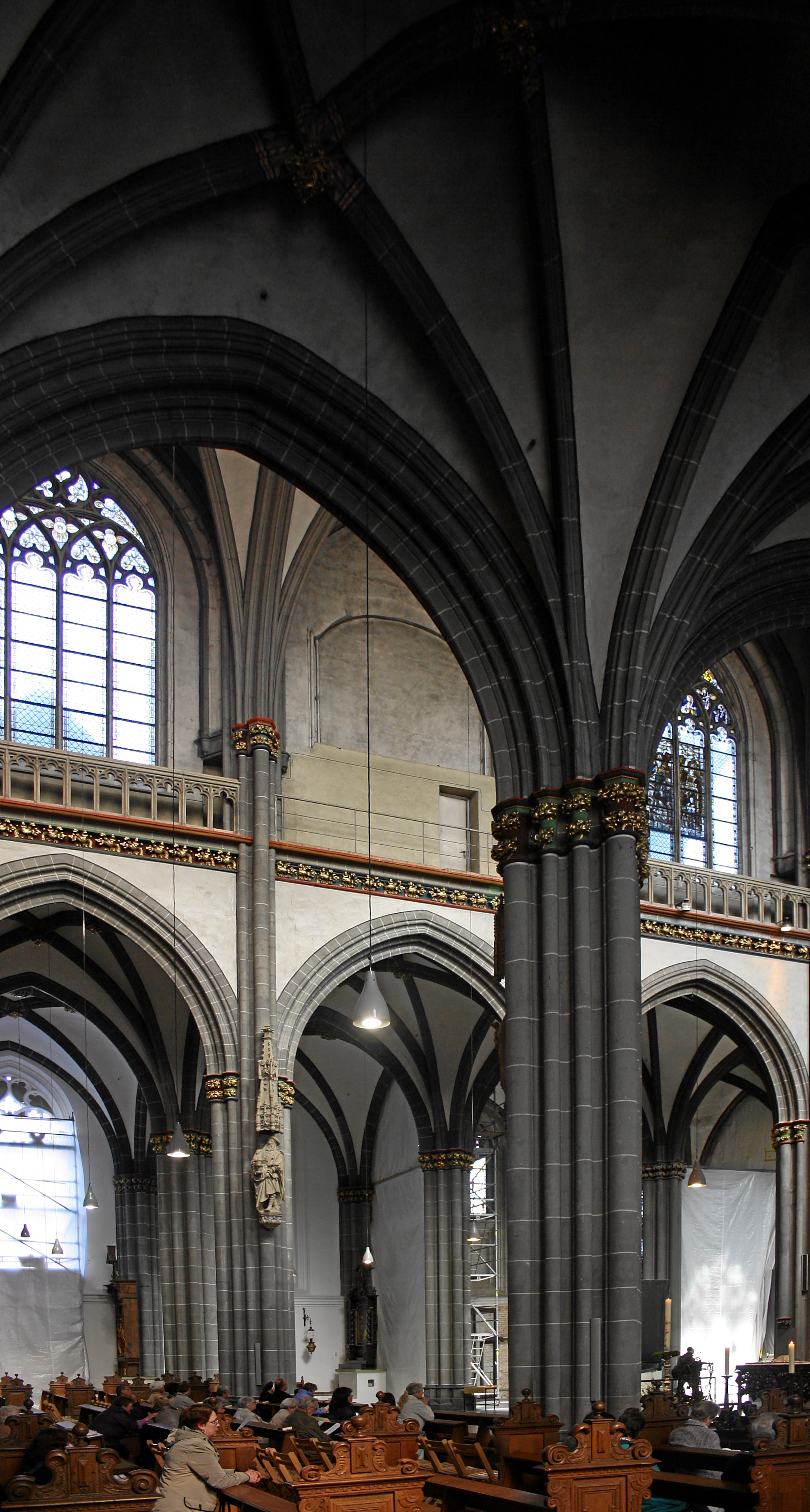
Détails des élévations du mur Nord
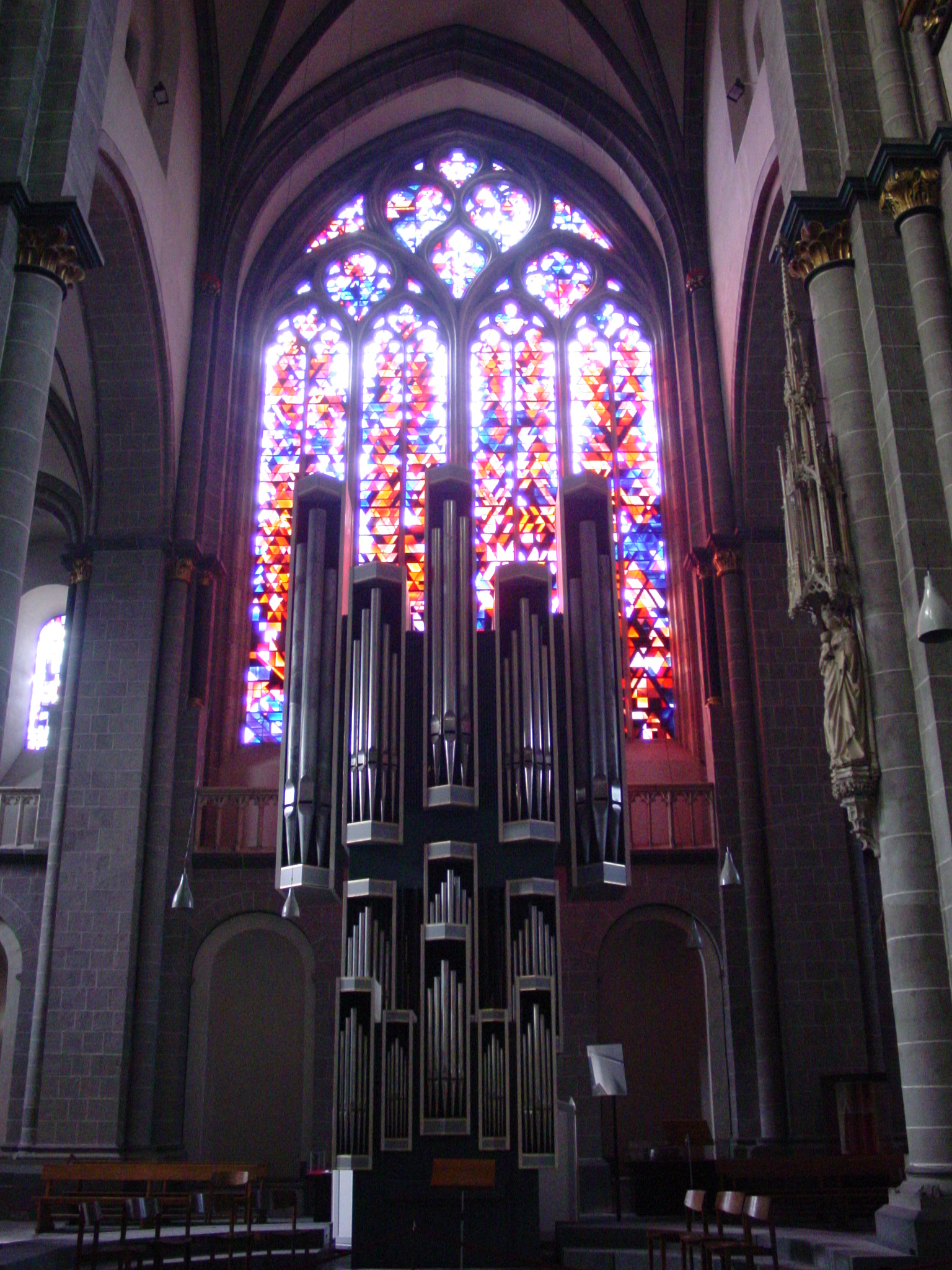
L'orgue de la cathédrale

### L'abrogation des institutions

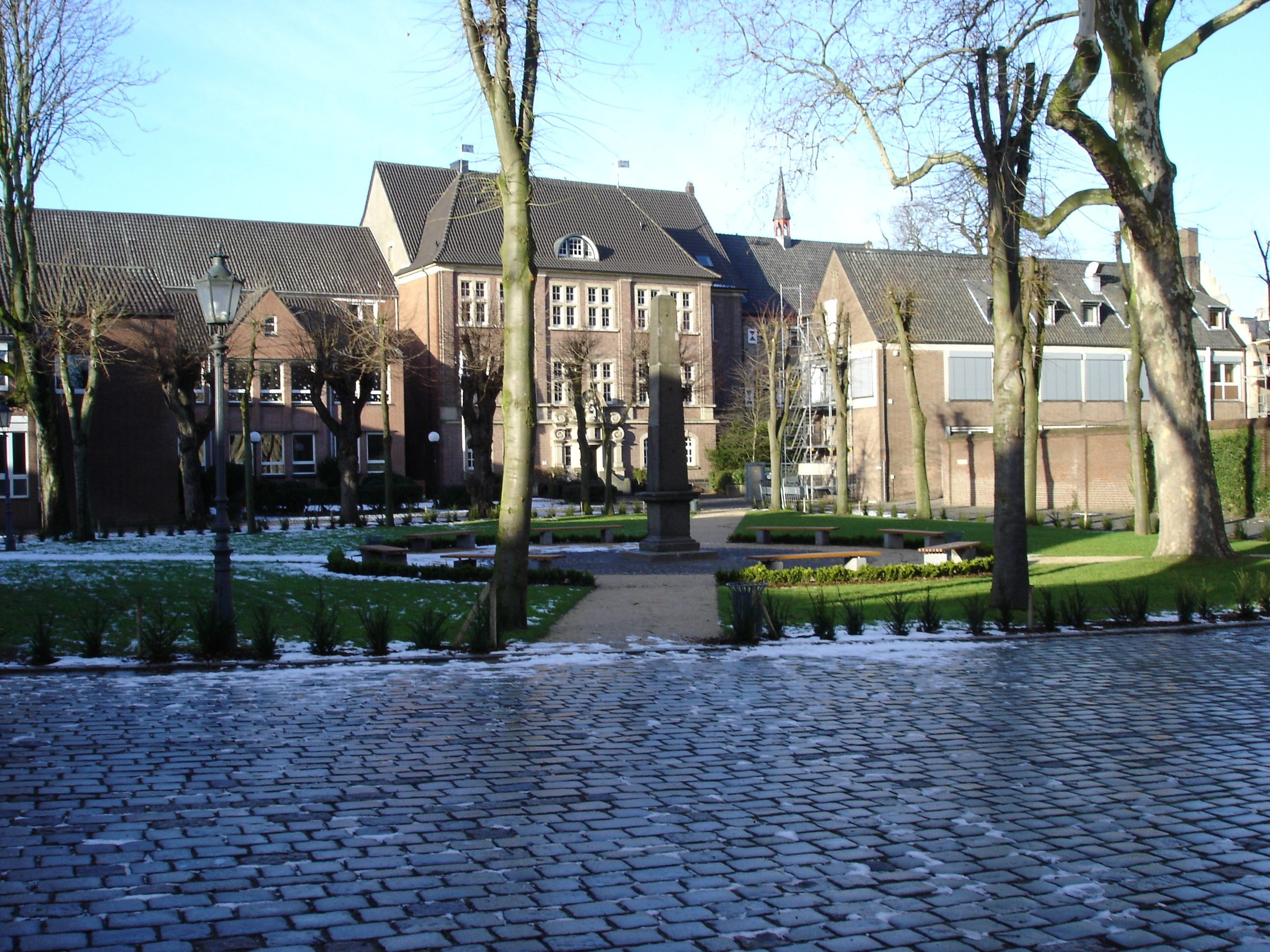
L'obélisque de Pauw situé devant la cathédrale

En 1802, l'église est sécularisée sous l'occupation française par Napoléon Bonaparte, c'est à ce moment qu'est érigé l'obélisque de Pauw sur la place de la cathédrale. De 1857 à 1868, d'importantes rénovations sont effectuées, également notamment avec l'aide d'une société de construction destinée à ce genre de travaux, nouvellement créée en 1849. Celle-ci s'est malheureusement dissoute après l'achèvement de la rénovation, de sorte que la collégiale était dans un état modéré en 1925. Une autre loge permanente de maçons fut créée ; depuis 1928, une association existe à nouveau.

### Les fouilles des années 1930
Des fouilles sont menées sous le choeur de la cathédrale en 1933 par Walter Bader. Un double tombeau datant du XVIe siècle fut découvert, ce qui motiva la création d'une crypte, consacrée en 1936 par l'évêque de Münster, Clemens August Graf von Galen. Cette fouille permit de révéler également d'anciennes traces d'occupation et de divers bâtiments. Les os retrouvés dans la tombe ne purent pas être identifiés avec précision. Les deux hommes semblent avoir été assassinés, et il n'est pas impossible de supposer que le vocable d'origine de l'église n'était pas dédié à Saint-Victor mais à ces deux inconnus. La légende de Saint-Victor a probablement dû voir le jour bien plus tard, et a été transférée aux origines de la cathédrale.

### Destruction durant la Seconde Guerre Mondiale et reconstruction
Vers la fin de la Seconde Guerre mondiale, en 1945, la cathédrale est frappée par les bombardements alliés et est massivement endommagée. La partie supérieure de la tour nord s'effondre totalement. Le mobilier de la cathédrale, y compris les fenêtres ornées, avait déjà été retiré de la cathédrale avant le début des attaques, afin de les sauver de la destruction. La reconstruction entamée en 1947 n'a été terminée qu'en 1966, essentiellement grâce à Walter bader. Une grande importance fut accordée à une restauration aussi fidèle que possible de l'édifice original dans tous les détails. Aujourd'hui encore, du mobilier d'origine n'a pas pu être remis à sa place originelle. Il s'agit principalement de sculptures du mur extérieur, mais aussi de tapisseries et de peintures à l'intérieur. Ceux-ci sont exposés dans une salle jusqu'à leur future restauration. En été 1948, la partie ouest de la nef avait déjà été préparée comme église de secours, afin que les services religieux puissent y être organisés rapidement. Sur certains vitraux, nous pouvons y voir la couleur rouge qui représente le feu lorsque la cathédrale a brulé…

### Construction du nouveau mémorial pour les martyrs
En 1966, la crypte sous la cathédrale est agrandie et les victimes du national-socialisme y sont enterrées. On y trouve des urnes contenant des cendres des camps de concentration d'Auschwitz, de Bergen-Belsen et de Dachau. Dans la crypte se trouvent également les tombes de Heinz Bello, Karl Leisner et Gerhard Storms. Des urnes à cendres, des souvenirs et des inscriptions commémorent Wilhelm Frede, Nikolaus Groß et Johannes Maria Verweyen. Le 28 janvier 2006, une relique de l'évêque Clemens August Graf von Galen, qui avait prêché contre le national-socialisme à Xanten et Münster, a également été transférée à la crypte de la cathédrale.

## Mobilier

### Le jubé
Un jubé a été construit dans le chœur entre 1396 à 1400, séparant l'autel principal de l'autel communautaire. Cellui-ci a été préservé après la sécularisation de la cathédrale par l'intervention de Karl Friedrich Schinkel en 1815.

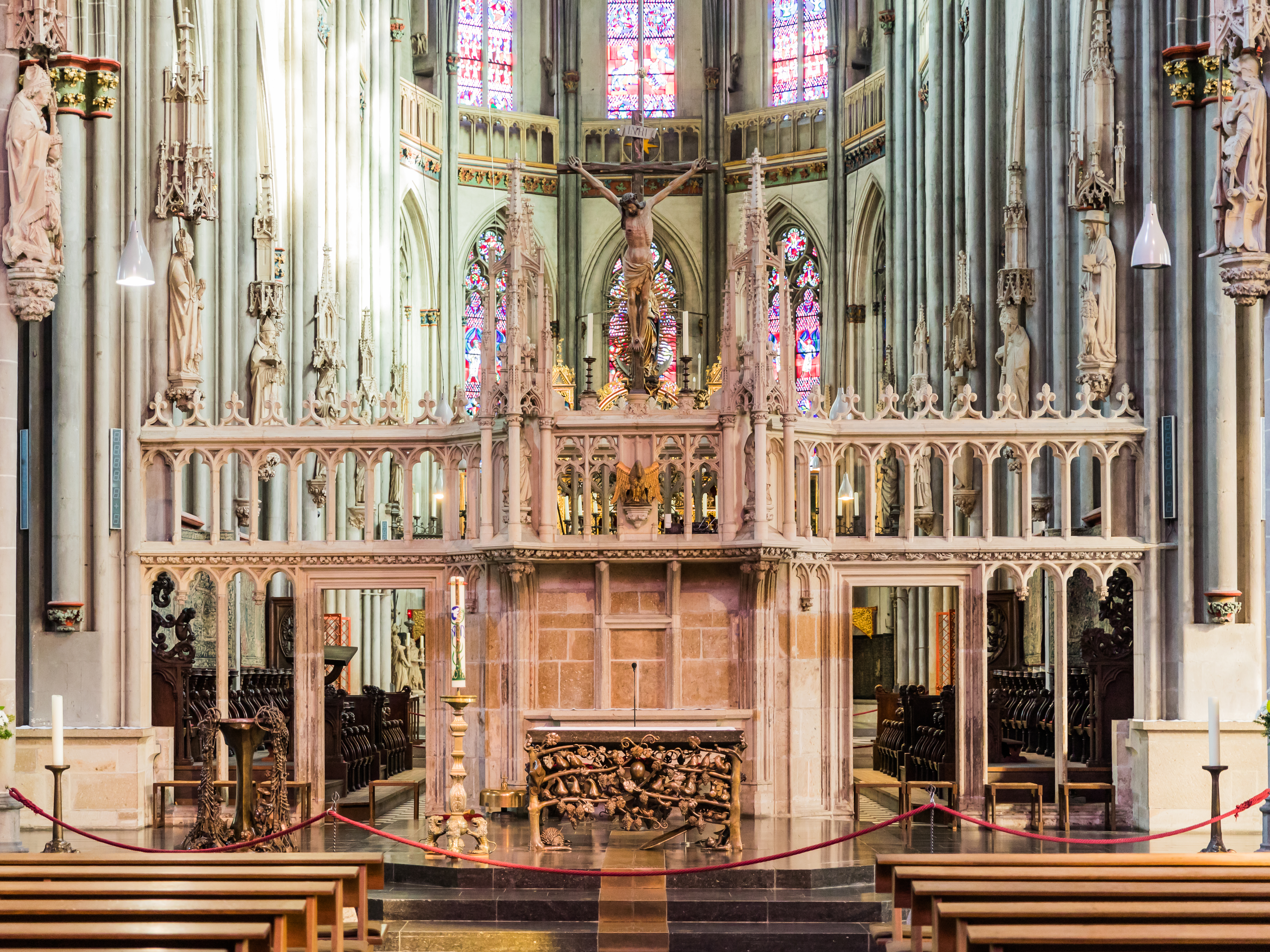
Le jubé de la cathédrale
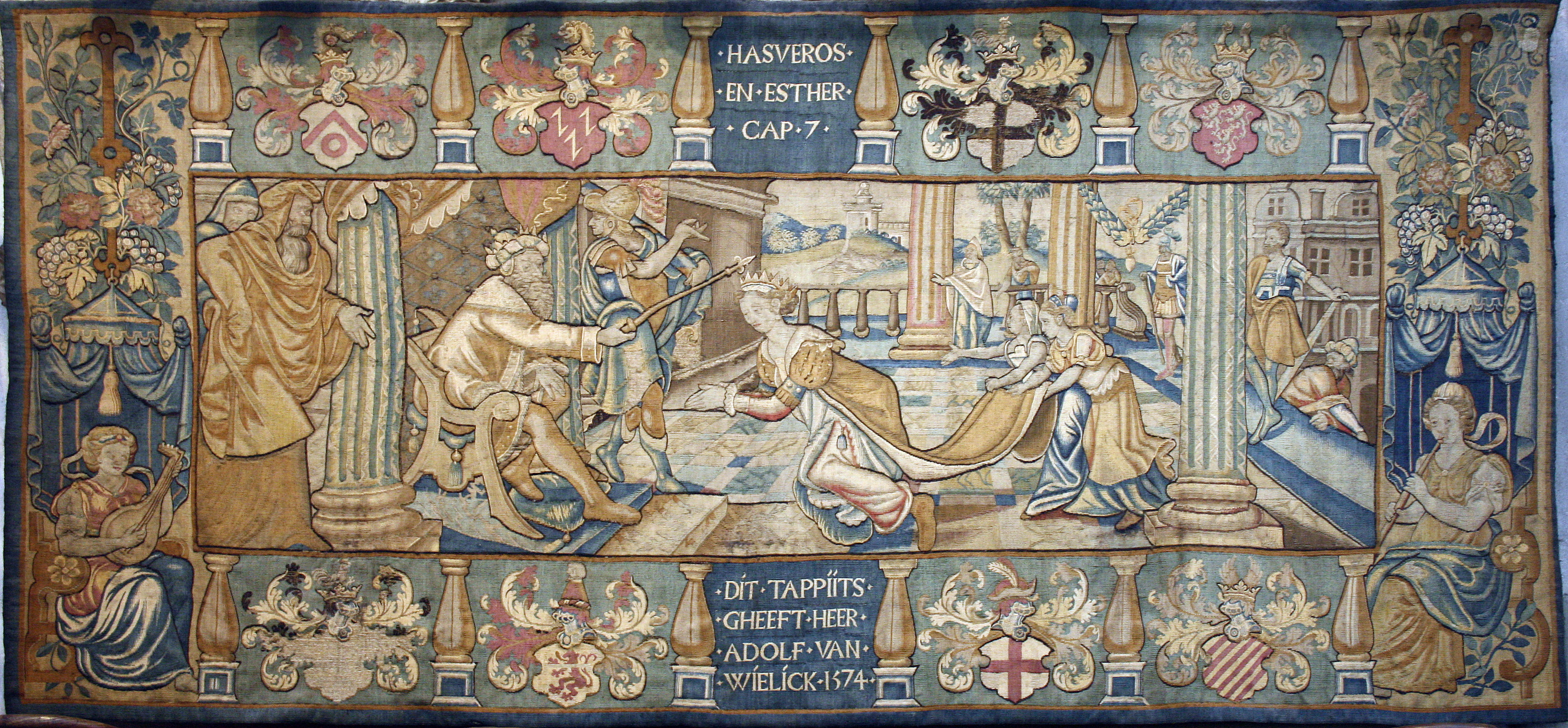
Tapisserie du choeur

### Tapisseries
Au-dessus des stalles du chœur furent installées des tapisseries représentant des scènes bibliques. Ces tapisseries datent de la fin de la renaissance bruxelloise, au début du XVIe siècle. La tapisserie principale représente Esther apparaissant devant le roi Assuérus pour sauver le peuple juif.

### L'autel principal

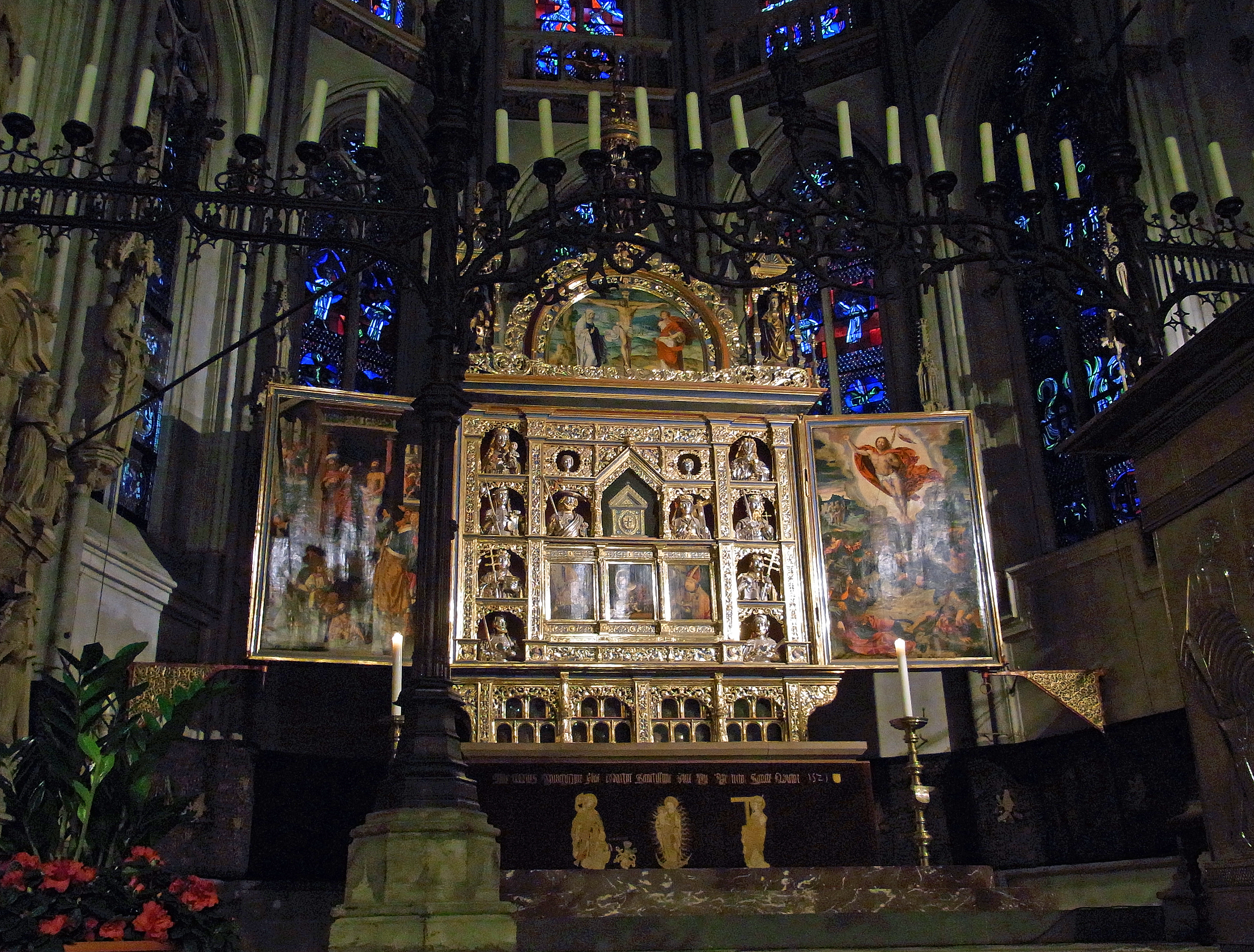
Le maitre autel de la cathédrale de Xanten, construit entre 1529 et 1544.

Le maître-autel, le plus important sanctuaire du trésor de la cathédrale, contient les ossements présumés de saint Victor dans un sanctuaire serti de pierres précieuses construit en 1128, qui est aujourd'hui l'un des plus anciens sanctuaires conservés en Rhénanie. Des bustes représentant Saint Victor et Helena sont disposés sur les côtés du sanctuaire. Le retable a été réalisé en 1529 par le charpentier de Cologne W. von Roermond et le peintre Barthel Bruyn l'Ancien, et constitue l'une des œuvres majeures du début de la Renaissance sur le Rhin. Sur les côtés de l'autel se trouvent des peintures de Bruyn datant de 1534 et représentant divers événements des légendes de Viktor et Helena. D'autres peintures réalisées par Bruyn se trouvent dans toute la cathédrale, représentant des saints et des membres des chanoines ainsi que des citoyens de Xanten.

### Les autres autels
A ce jour, 24 autels, pour la plupart sculptés dans le bois, ont été conservés. Ils ont été réalisés principalement au XVe siècle dans la région du Rhin inférieur. Parmi ceux-ci, les plus remarquables sont l'autel du Martyr, l'autel de la Vierge Marie, l'autel Martinus et l'autel Antonius. L'autel des martyrs a été réalisé à Anvers en 1525 sous la forme d'un retable en trois parties et contient diverses représentations de la Passion du Christ et de la vie de Marie. L'autel de Marie de 1536 a été réalisé par Heinrich Douvermann de Dinslaken. La prédelle de l'autel avec la représentation de l'Arbre de Jessé est toujours considérée comme un chef-d'œuvre d'artisanat et, comme l'autel du martyr, elle représente divers événements de la vie de Marie. L'autel de Saint-Martin a été consacré dès 1477, mais la sculpture de Saint-Martin sur son cheval est plus tardive. Les ailes de l'autel sont remplies de nombreuses peintures ont également été ajoutées plus tard. Contrairement aux autels déjà mentionnés, l'autel d'Antoine n'est pas divisé en différentes représentations. Il contient plutôt des sculptures dans plusieurs niches, qui représentent entre autres Marie-Madeleine et Saint-Antoine. Le retable de l'autel a été placé dans la cathédrale vers 1500. En outre, Saint-Victor possède l'autel de Sainte-Hélène, l'autel de Saint-Matthieu et de nombreux autres autels de style baroque.

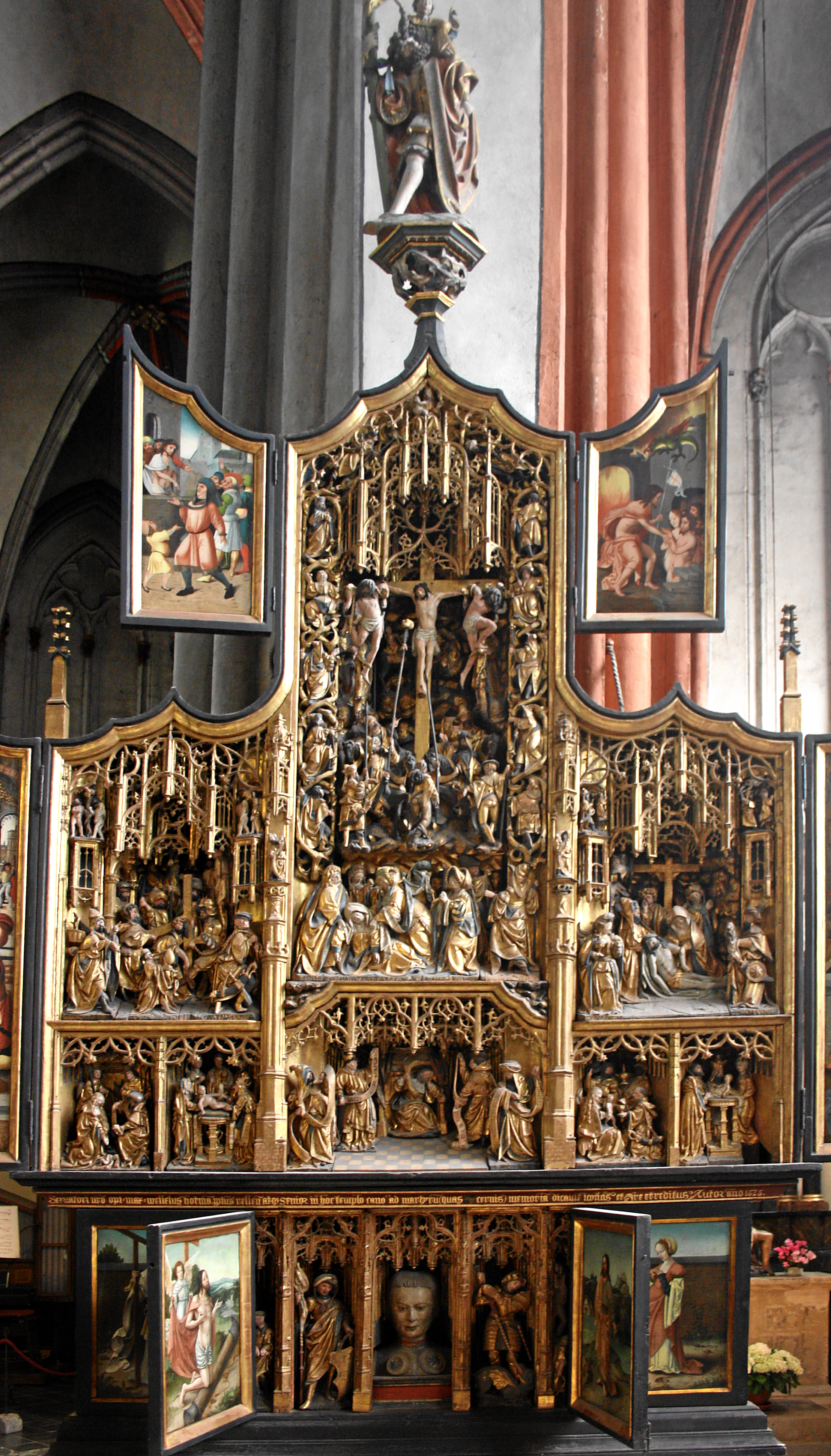
Autel des martyrs de 1525
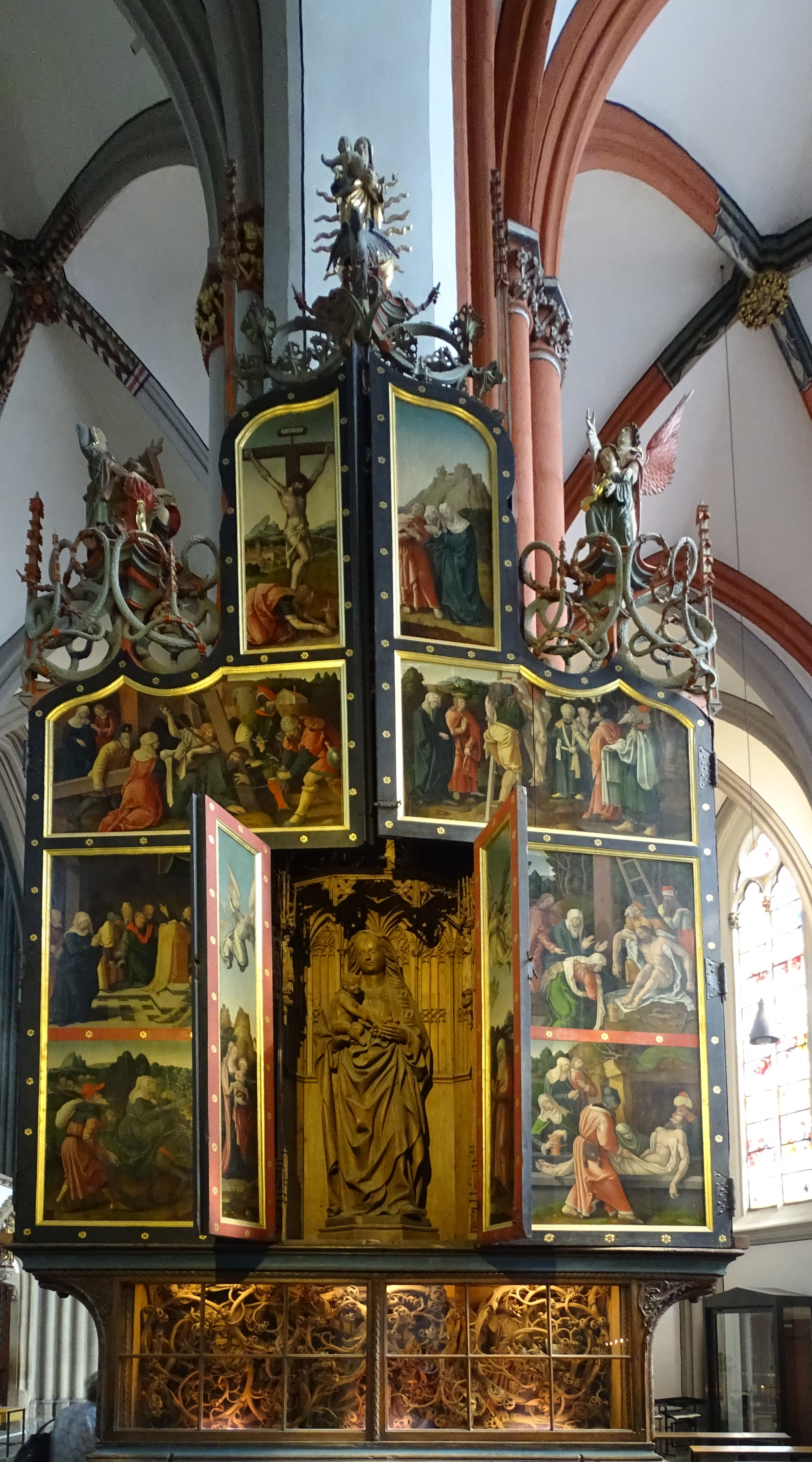
Autel de Marie, 1536
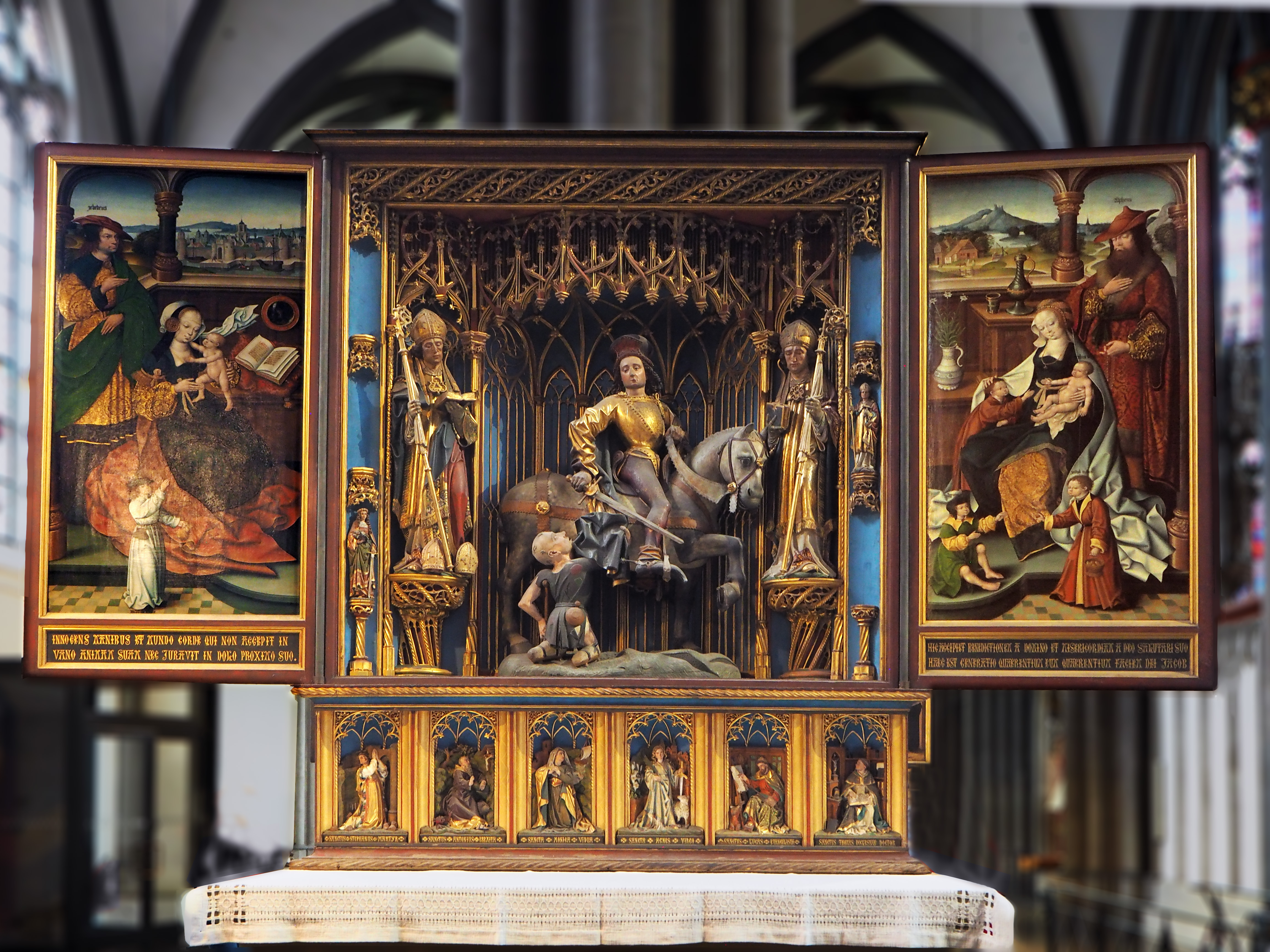
Autel de Martinus, 1477
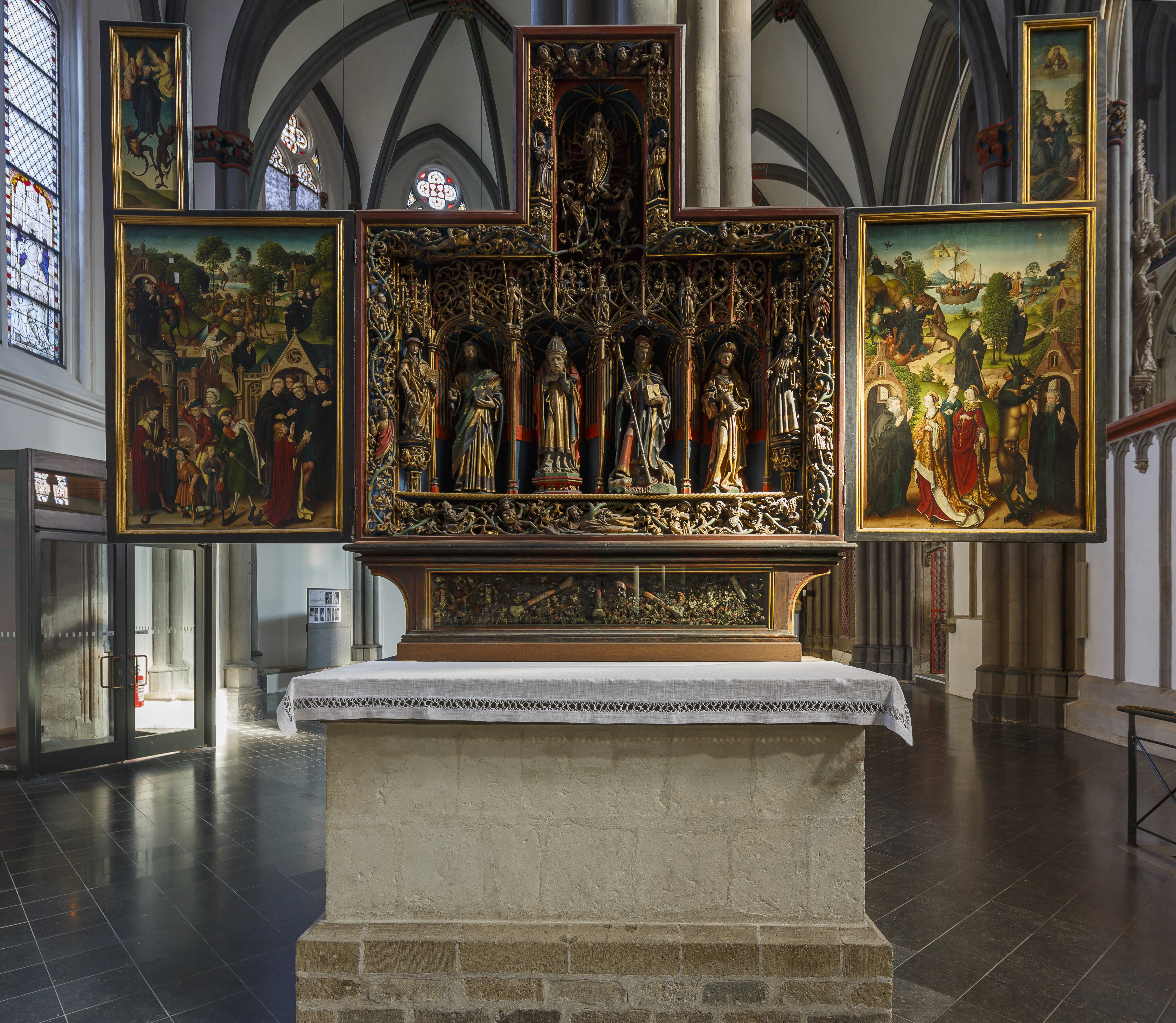
Autel d'Antonius, 1500
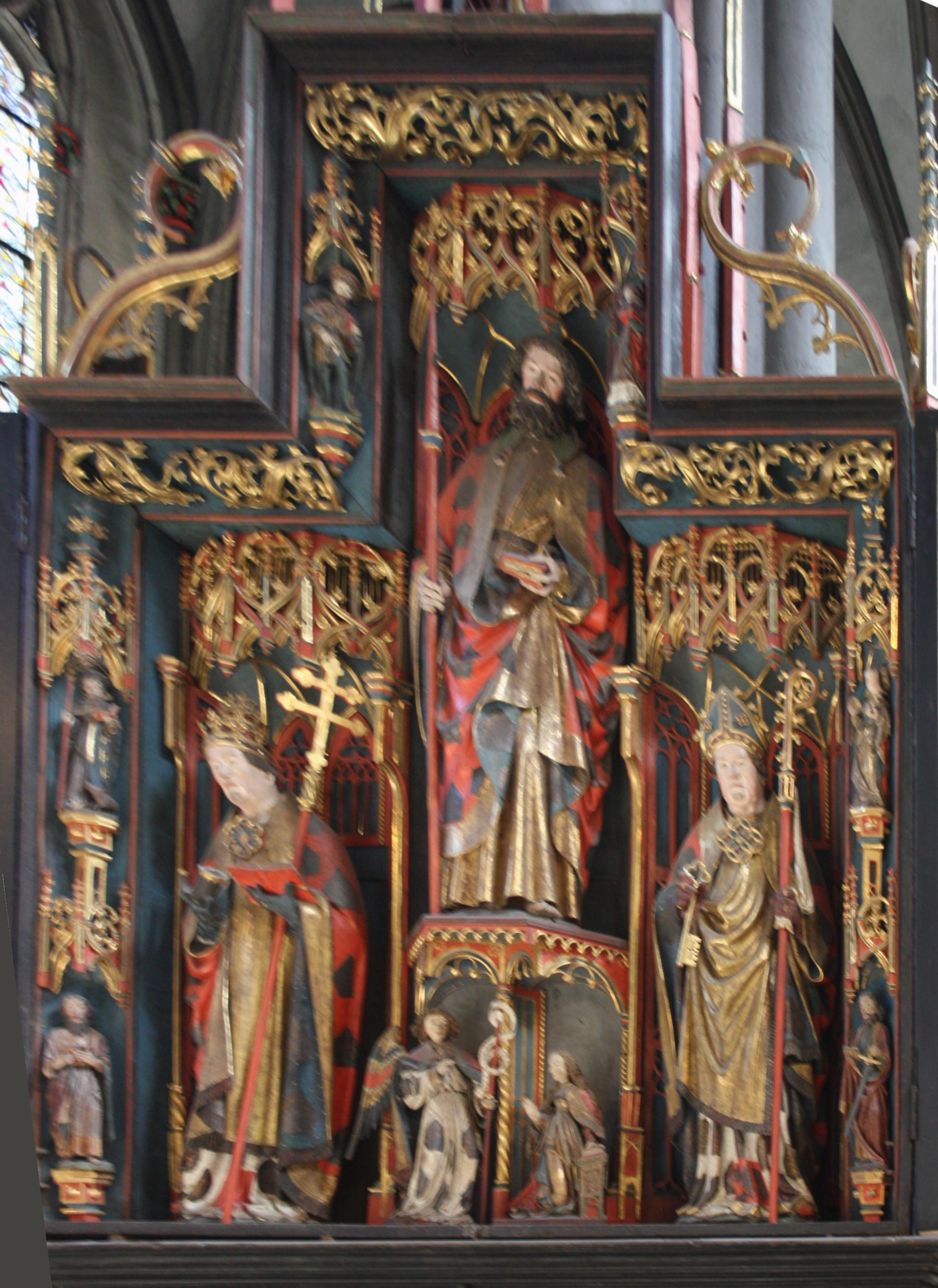
Autel de Saint-Mathieu

### Les sculptures
Sur les piliers de la nef centrale ont été placées 28 sculptures en pierre, réalisées vers 1300, dont les motifs vont de la représentation de l'Annonciation et des Saints à celle de Victor et Hélène. Les sculptures des quatre Pères de l'Église et de Saint Martin, Saint Corneille et encore une fois le saint patron Viktor datent du XVe siècle. Enfin, aux XVe et XVIe siècles, les sculptures de Saint Christophe, des Rois Mages et de Marie ont été ajoutées.

### La bibliothèque de l’abbaye
La bibliothèque de l'abbaye, créée en 1547, a également été largement conservée. La bibliothèque est située au-dessus du cloître, dans la cour intérieure de la cathédrale, et la plupart des écrits historiques qui y sont conservés n'ont été remis à la bibliothèque qu'au début du XIXe siècle, à la suite de la sécularisation des monastères autrefois situés autour de Xanten. D'autres parties de l'ancien fonds sont maintenant situées à l'extérieur de la bibliothèque, par exemple le plus ancien manuscrit du monastère qui subsiste de l'école du palais de Charlemagne à Bruxelles, datant du IXe siècle. Certaines parties de la bibliothèque ont été apportées à Paris sous Napoléon et d'autres à Bonn, Cologne et Münster.